# Olha Zemlyak
Olha Zemlyak (née le 16 janvier 1990 à Rivne) est une athlète ukrainienne, spécialiste du 400 mètres.

## Biographie
Olha Zemlyak a été suspendue pour dopage de 2009 à 2011, à la suite d'un contrôle positif aux Championnats d'Europe juniors 2009.
Elle remporte la médaille d'or du relais 4 × 400 m lors des Championnats d'Europe 2012 d'Helsinki, aux côtés de ses compatriotes Yuilya Olishevska, Nataliya Pyhyda et Alina Lohvynenko. L'équipe d'Ukraine, qui établit la meilleure performance européenne de l'année en 3 min 25 s 07, s'impose devant la France et la République tchèque.
Le 10 juillet 2016, Zemlyak se classe 6e de la finale du relais 4 x 400 m des Championnats d'Europe d'Amsterdam en 3 min 27 s 64. Aux Jeux olympiques de Rio, l'Ukrainienne parvient à entrer en finale du 400 m et s'y classe 7e en 51 s 24. Avec le relais 4 x 400 m, elle prend la 5e place.
Le 12 février 2017, à Metz, elle bat son record personnel en salle en 52 s 09, toutefois battue par Floria Gueï (51 s 99).

### Suspension pour dopage
Le 3 août 2017, à la veille des championnats du monde de Londres, l'IAAF suspend Olha Zemlyak et Olesya Povh pour usage de produits interdits. Zemlyak devait concourir dans le 400 m et le relais 4 x 400 m,.
Le 16 mars 2018, Olha Zemlyak est officiellement suspendue à compter du 5 juillet 2016, pour une période de 8 ans. Elle est, en conséquence, disqualifiée de sa 6e place des championnats d'Europe d'Amsterdam au relais 4 x 400 m, de sa 5e des Jeux olympiques de Rio sur la même épreuve, mais surtout de sa 7e place du 400 m.

## Palmarès
| Date | Compétition                              | Lieu           | Résultat | Épreuve   | Temps         |
| ---- | ---------------------------------------- | -------------- | -------- | --------- | ------------- |
| 2007 | Festival olympique de la jeunesse europ. | Belgrade       | 3e       | 400 m     | 55 s 06       |
| 2008 | Championnats du monde juniors            | Bydgoszcz      | 2e       | 4 × 400 m | 3 min 34 s 20 |
| 2012 | Championnats d'Europe                    | Helsinki       | 4e       | 400 m     | 52 s 01       |
| 2012 | Championnats d'Europe                    | Helsinki       | 1re      | 4 × 400 m | 3 min 25 s 07 |
| 2012 | Jeux olympiques                          | Londres        | 3e       | 4 × 400 m | 3 min 23 s 57 |
| 2013 | Championnats d'Europe en salle           | Göteborg       | 5e       | 4 × 400 m | 3 min 34 s 61 |
| 2013 | Championnats du monde                    | Moscou         | 4e       | 4 × 400 m | 3 min 27 s 38 |
| 2014 | Championnats d'Europe par équipes        | Brunswick      | 2e       | 400 m     | 51 s 36       |
| 2014 | Championnats d'Europe par équipes        | Brunswick      | 1re      | 4 × 400 m | 3 min 24 s 32 |
| 2014 | Championnats d'Europe                    | Zurich         | 2e       | 400 m     | 51 s 32       |
| 2014 | Championnats d'Europe                    | Zurich         | 2e       | 4 × 400 m | 3 min 24 s 32 |
| 2014 | Coupe continentale                       | Marrakech      | 2e       | 4 × 400 m | 3 min 24 s 12 |
| 2015 | Championnats d'Europe par équipes        | Tcheboksary    | 3e       | 4 x 400 m | 3 min 29 s 79 |
| 2015 | Championnats du monde                    | Pékin          | 5e       | 4 x 400 m | 3 min 25 s 94 |
| 2015 | Jeux mondiaux militaires                 | Mungyeong      | 2e       | 4 x 400 m | 3 min 30 s 66 |
| 2016 | Championnats d'Europe                    | Amsterdam      | finale   | 4 x 400 m | DQ            |
| 2016 | Jeux olympiques                          | Rio de Janeiro | finale   | 400 m     | DQ            |
| 2016 | Jeux olympiques                          | Rio de Janeiro | finale   | 4 x 400 m | DQ            |
| 2017 | Championnats d'Europe par équipes        | Lille          | finale   | 400 m     | DQ            |
| 2017 | Championnats d'Europe par équipes        | Lille          | finale   | 4 x 400 m | DQ            |

## Records
| Épreuve | Épreuve      | Performance | Lieu           | Date            |
| ------- | ------------ | ----------- | -------------- | --------------- |
| 400 m   | En plein air | 50 s 75     | Rio de Janeiro | 14 août 2016    |
| 400 m   | En salle     | 52 s 09     | Metz           | 12 février 2017 |